# Tegra

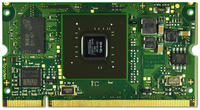
Colibri Tegra T2 computer module by Toradex, Switzerland

Tegra, desarrollado por Nvidia, es un sistema en chip para dispositivos portátiles como, tabletas, PDA, y dispositivos móviles para conectividad a Internet. Los chips Tegra contienen unidades centrales de procesamiento (CPU) de arquitectura ARM, unidad de procesamiento gráfico (GPU), puente norte, puente sur, y controlador de memoria en un paquete único. La serie enfatiza en el bajo consumo de energía y alto rendimiento para reproducción de audio y video.

## Historia
El Tegra APX 2500 fue anunciado el 12 de febrero de 2008; la línea de productos Tegra 6xx fue revelada el 2 de junio del mismo año y el APX 2600 fue anunciado en febrero 2009. Los chips APX fueron diseñados para teléfonos inteligentes, mientras que los chips Tegra 600 y 650 tenían por objetivo ser utilizados en libros inteligentes y dispositivos móviles con conectividad a Internet.
El primer producto en usar un procesador Tegra fue el reproductor Zune HD de Microsoft en septiembre de 2009, seguido del M1 de Samsung. En septiembre de 2008, Nvidia y Opera Software anunciaron que desarrollarían una versión del navegador Opera 9.5 optimizado para los Tegra para Windows Mobile y Windows CE. En el Mobile World Congress de 2009, Nvidia introdujo los chips Tegra para los dispositivos del sistema operativo Android de Google.  
El 7 de enero de 2010, Nvidia anunció y mostró oficialmente una nueva generación de chips Tegra, como el Nvidia Tegra 250, en el Consumer Electronics Show 2010. El Tegra 2 es compatible con Android, pero se puede utilizar en otros sistemas operativos habilitando la compatibilidad ARM, siempre que el dispositivo lo permita en su gestor de arranque. La compatibilidad del Tegra 2 con Ubuntu de GNU/Linux fue anunciada en el foro de desarrolladores de NVidia de ese año.
El 15 de febrero de 2011, Nvidia anunció un chip Tegra de cuatro núcleos que sería utilizado en algunas tabletas a partir de la segunda mitad del 2011. El anuncio fue hecho en el Mobile World Congress celebrado en 2011 en Barcelona. El chip se desarrolló bajo el nombre en clave Kal-El, y de manera comercial como Tegra 3. Los resultados de las pruebas de rendimiento mostraron grandes avances con respecto a su predecesor. Nvidia inicialmente comparó al rendimiento del Tegra 3 con los procesadores Core 2 Duo de Intel, anunciando que las pruebas las realizó con un Tegra 3 sin overclock; posteriores investigaciones probaron que el chip de Intel fue incapacita mediante las configuraciones en la compilación (aunque la desventaja del chip de Intel se notaba en observaciones inicialmente reveladas). El código corría sobre el chip Kal-El (a 2/3 de velocidad) y fue compilado con una versión moderna del GNU Compiler Collection (GCC) y agresivas optimizaciones mientras que el chip de Intel manejaba una versión obsoleta del GCC y pocas optimizaciones. Cuando el código de Intel fue compilado utilizando marcadores como los del código que ejecutaba Kal-El, el Core 2 Duo fue apreciablemente más rápido que el nuevo Tegra.
Los nombres código utilizados para la serie Tegra hacen referencia a superhéroes de historietas cómicas. Específicamente, Superman (Kal-El), Batman (Wayne), Jean Grey (Grey), Wolverine (Logan), y Iron Man (Stark).
En enero de 2012, Nvidia anunció que Audi había seleccionado al procesador Tegra 3 para los sistemas de información y entretenimiento e instrumentos digitales de información de los vehículos. El procesador será integrado en todos los vehículos Audi distribuidos mundialmente a partir de 2013.

## Especificaciones

### Tegra APX

#### Tegra APX 2500
- Procesador: ARM11 600 MHz MPCore (originalmente GeForce ULV).
  - sufijo: APX (previamente CSX)
- Memoria: NOR o NAND flash, Mobile DDR.
- Gráficas: Procesador de Imagen (FWVGA 854×480 píxeles).
  - Soporta cámaras hasta 12 megapixeles.
  - El controlador LCD soporta resoluciones hasta 1280×1024.
- Almacenamiento: IDE for SSD.
- Video codecs: decodificación de H.264 y VC-1 hasta 720p.
- Incluye soporte GeForce ULV para OpenGL ES 2.0, Direct3D Mobile, y shader programables.
- Salidas: HDMI, VGA, composite video, S-Video, stereo jack, USB.
- USB On-The-Go

#### Tegra APX 2600
- Memoria NAND flash mejorada
- Códecs de video:[12]
  - Codificación y decodificación en H.264 a 720p.
  - Decodificación avanzada de VC-1/WMV9 a 720p.
  - Codificación/Decodificación simple en D1 MPEG-4.

### Tegra 6xx

#### Tegra 600
- Orientada al segmento de GPS y automóviles.
- Procesador: ARM11 700 MHz MPCore.
- Memoria: low-power DDR (DDR-333, 166 MHz)
- SXGA, HDMI, USB, stereo jack.
- Cámara HD (720p)

#### Tegra 650
- Orientada a dispositivos de mano y notebooks.
- Processor: ARM11 800 MHz MPCore.
- Low power DDR (DDR-400, 200 MHz)
- Consumo menor a 1 watt.
- Procesamiento de imágenes HD para funciones avanzadas en cámaras digitales y funciones de grabadoras en alta definición
- Soporte de pantallas de 1080p a 24 cuadros por segundo, HDMI v1.3, WSXGA+ LCD y CRT, y salida para televisión en NTSC/PAL.
- Soporte directo para Wi-Fi, unidades de disco, ratón, teclado y otros periféricos.
- Un completo board support package (BSP) para facilitar de manera rápida el acceso al mercado de dispositivos Windows Mobile.

### Tegra 2

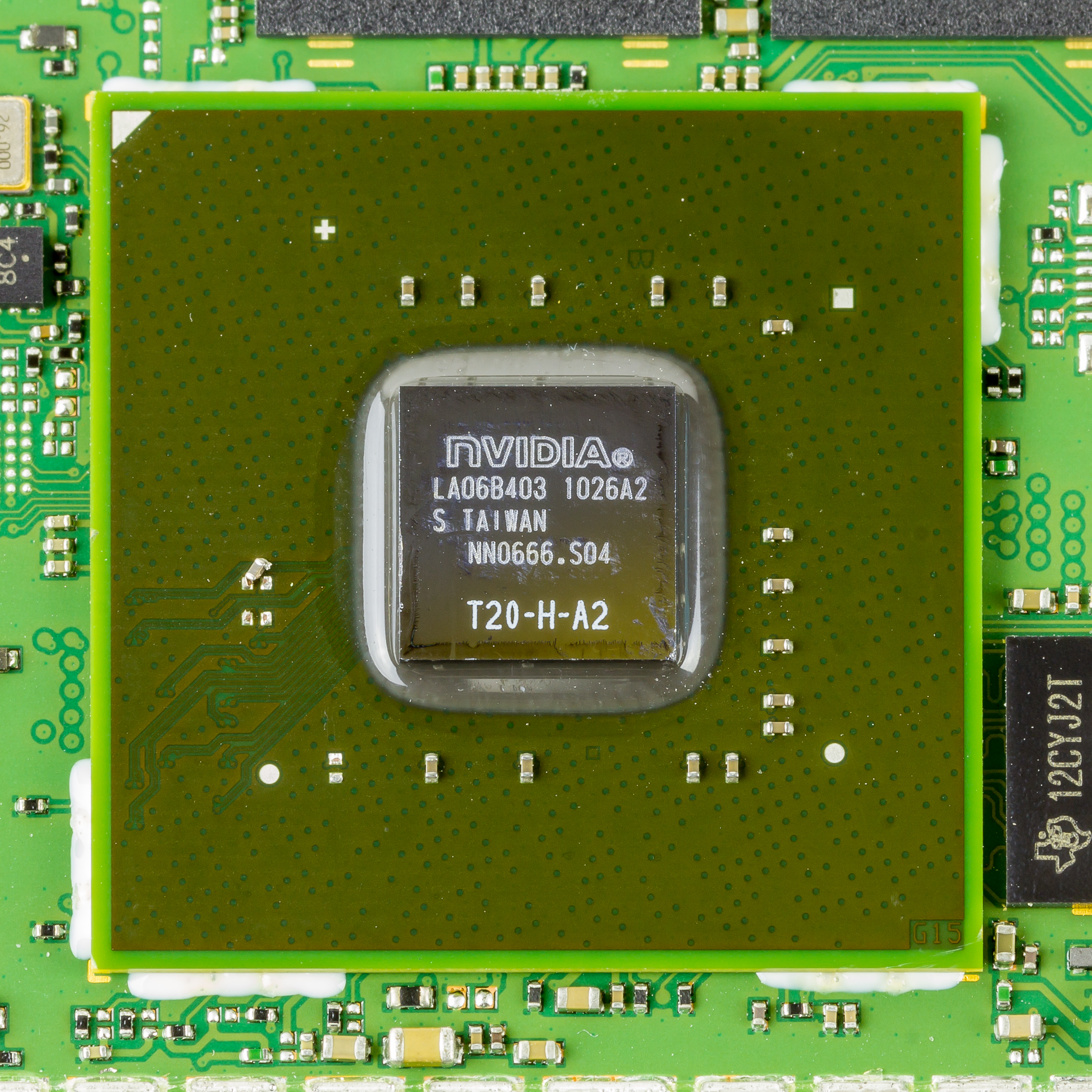
nvidia Tegra 2 T20

La segunda generación del dispositivo Tegra posee un CPU doble núcleo ARM Cortex-A9 (ARM que carece de advanced SIMD extension, denominada NEON), y un GPU de ultra bajo consumo de energía (ULP) GeForce con shaders de 4 píxeles + 4 vertex shaders, una controladora de memoria de un canal compatible con memoria LPDDR2 a 600MHz o DDR2 a 667MHz, cache L1 de 32KB/32KB por núcleo y cache L2 compartido de 1MB. Existe también una versión con soporte para pantallas 3D, esta utiliza un CPU y GPU de alta velocidad.
| Model number      | Semiconductor technology | CPU instruction set | CPU                             | GPU (GFLOPS)                       | Memory technology                          | Production | Devices using them |
| ----------------- | ------------------------ | ------------------- | ------------------------------- | ---------------------------------- | ------------------------------------------ | ---------- | --- |
| Tegra 250 AP20H   | 40 nm                    | ARMv7               | 1 GHz dual-core ARM Cortex-A9   | ULP GeForce 300 MHz (4.8 GFLOPS)   | One-channel LPDDR2 600 MHz or DDR2 667 MHz | Q1 2010    | LG Optimus 2X, Motorola Atrix 4G, Motorola Droid X2, Motorola Photon, Samsung Galaxy R, Tesla Model S |
| Tegra 250 T20     | 40 nm                    | ARMv7               | 1 GHz dual-core ARM Cortex-A9   | ULP GeForce 333 MHz (~5.33 GFLOPS) | One-channel LPDDR2 600 MHz or DDR2 667 MHz | Q1 2010    | Acer Iconia Tab A100 and A500, Asus Slider, LG Optimus Pad, Avionic Design Tamonten Processor Board, Exper EasyPad, Notion Ink Adam tablet, Olivetti OliPad 100, Point of View Mobii 10.1, ViewSonic G Tablet, Motorola Xoom, Toshiba AC100, Toshiba Folio 100, ASUS Eee Pad Transformer, Advent Vega, Hannspree Hannspad (enlace roto disponible en Internet Archive; véase el historial, la primera versión y la última)., Aigo n700, CompuLab Trim-Slice nettop, Dell Streak 7, E-Noa Interpad, Malata Tablet Zpad, MSI 10 pulgadas (254 mm) tablet, Toradex Colibri Tegra 2, Toshiba Thrive tablet, Samsung Galaxy Tab 10.1, T-Mobile G-Slate, Lenovo IdeaPad Tablet K1, Lenovo ThinkPad Tablet, Velocity Micro Cruz Tablet L510, Dell Streak Pro, Zyrex Onepad SP1110 Archivado el 1 de agosto de 2012 en Wayback Machine., Zyrex Onepad SP1113G Archivado el 28 de julio de 2012 en Wayback Machine. |
| Tegra 250 3D AP25 | 40 nm                    | ARMv7               | 1.2 GHz dual-core ARM Cortex-A9 | ULP GeForce 400 MHz (6.4 GFLOPS)   | One-channel LPDDR2 600 MHz or DDR2 667 MHz | Q1 2011    | Fusion Garage Grid 10[cita requerida] |
| Tegra 250 3D T25  | 40 nm                    | ARMv7               | 1.2 GHz dual-core ARM Cortex-A9 | ULP GeForce 400 MHz (6.4 GFLOPS)   | One-channel LPDDR2 600 MHz or DDR2 667 MHz | Q1 2011    | Samsung GT-P7320, Motorola MOTO XT882 |

### Tegra 3 (Kal-El)
- Procesador: quad-core ARM Cortex-A9 MPCore, hasta 1.4 GHz de un núcleo o 1.3 GHz para varios núcleos
- GPU de 12 núcleos con soporte de 3D stereo
- GPU con modo de ultra bajo consumo de energía
- diseño de 40 nm realizado por TSMC
- Resolución en salida de video hasta 2560×1600
- Set de instrucciones de vector para NEON
- 1080p MPEG-4 AVC/h.264 40 Mbps High-Profile, VC1-AP and DivX 5/6 video decode[19]
- El chip Kal-El (CPU y GPU) es hasta 3 veces más rápido que su predecesor Tegra 2 (medido con GLBenchmark 2.0 Egypt)[20]

El Tegra 3 es funcionalmente un procesador de cuatro núcleos, pero incluye un quinto núcleo acompañante. Todos los núcleos son Cortex-A9, pero el núcleo acompañante está desarrollado mediante un procesamiento de silicio de baja energía. Éste tiene una menor velocidad de reloj y consumo de energía, pero mayor velocidad de respuesta, limitada a 500 MHz. También tiene una lógica especial que permite transferir rápidamente el estado de ejecución entre el núcleo acompañante y uno de los núcleos normales. El objetivo es permitir que un teléfono móvil o tablet pueda apagar todos los núcleos normales y ejecutar únicamente en el núcleo acompañante, que utiliza comparativamente menos energía, durante el modo de standby, y que de otra forma, infrautilizaría la CPU. Según Nvidia, esto incluye la reproducción de música o incluso de video.
El Tegra 3 se lanzó oficialmente el 9 de noviembre de 2011.
Dispositivos que montan el Tegra 3:
- HTC One X
- Ouya
- Google Nexus 7
- Asus Eee Pad Transformer Prime:[23] Attachable keyboard "Transforms" the tablet into a netbook
- Lenovo IdeaPad K2 / LePad K2:[24] Fingerprint scanner, 2 GB RAM
- Acer Iconia Tab A700[25]
- BLU Quattro 4.5 HD
- LG Optimus 4x HD
- Lenovo IdeaPad Yoga 11
- Surface By Microsoft

### Tegra 4 (Wayne) series
- Processor: quad-core ARM Cortex-A15 MPCore
- 72 GPU cores with support for Directx 11+, OpenGL 4.X, OpenCL 1.X, and PhysX
- 28 nm[26]
- 20 veces más rápido que el Tegra 2
- Lanzado en el Q2 del 2013
- 8 veces más rápido que el tegra 3 quad core.

### Tegra k1 (Logan) series
- Processor: ARM Cortex MPCore
- Utilizará tecnología "Kepler" como las tarjetas gráficas de escritorio series 640+ y 700 GeForce.
- 50 veces más rápido que el Tegra 2
- Usará OpenGL 4.4
- Será lanzado en el Q2 2014

### Tegra 5 (Parker) series
- Processor: ARM
- Improved GPU core
- 100 veces más rápido que el Tegra 2
- Lanzamiento en el 2015.

### Tegra X1
- Processor: quad-core (64 bits) (4xARM Cortex A57 + 4xARM Cortex A53)[27]
- GPU Maxwell (256 bits)
- LPDDR4 a 1600MHz
- 20 nm
- Ofrece soporte para video 4K a 60fps (códec H.265, H.264 y VP9) y captura de imágenes hasta 1.3 Gigapíxeles.
- Compatible con Unreal Engine 4, DirectX 12, OpenGL 4.5, CUDA, OpenGL ES 3.1 y Android extension pack.

## Plataformas similares
- Snapdragon by Qualcomm
- OMAP by Texas Instruments
- Exynos by Samsung
- Ax by Apple
- NovaThor by ST-Ericsson
- K3V2 by Huawei
- Medfield by Intel